# Sarcohyla psarosema
Espèce
Statut de conservation UICN

 CR B1ab(iii) : 
En danger critique
Synonymes
- Hyla psarosema Campbell & Duellman, 2000
- Plectrohyla psarosema Faivovich, Haddad, Garcia, Frost, Campbell, and Wheeler, 2005

Sarcohyla psarosema est une espèce d'amphibiens de la famille des Hylidae.

## Répartition
Cette espèce est endémique du Nord de l'État d'Oaxaca au Mexique. Elle se rencontre vers 2 103 m d'altitude sur la Sierra Mixe dans la  sierra Madre del Sur à Totontepec Villa de Morelos,.

## Publication originale
- Campbell & Duellman, 2000 : New species of stream-breeding hylid frogs from the northern versant of the highlands of Oaxaca, Mexico. Scientific Papers Natural History Museum The University of Kansas, vol. 16, p. 1-28 (texte intégral).